# Zespół popunkcyjny
Zespół popunkcyjny - wtórny do zabiegu punkcji lędźwiowej ból głowy, który według Międzynarodowej Klasyfikacji Bólów Głowy (ICHD II) charakteryzuje się następującymi cechami;
- ból głowy nasilający się w ciągu 15 min po przyjęciu pozycji siedzącej lub stojącej i zmniejszający się w ciągu 15 min po położeniu się, z przynajmniej jednym objawem towarzyszącym (nudności, sztywność karku, niedosłuch, szum w uszach lub światłowstręt).
- dane z wywiadu informują o nakłuciu lędźwiowym
- ból pojawia się do 5 dni po wykonaniu nakłucia lędźwiowego
- ból ustępuje samoistnie w ciągu tygodnia lub też w ciągu 48 godz. po odpowiednim leczeniu przyczynowym

## Etiologia
Mechanizm powstania bólu głowy w zespole popunkcyjnym jest niejasny. Za zasadniczą przyczynę uważa się obniżenie ciśnienia płynu mózgowo-rdzeniowego. Prowadzi to prawdopodobnie do przemieszczenia struktur wewnątrzczaszkowych i w rezultacie do ucisku i pociągania struktur wrażliwych na ból, takich jak naczynia krwionośne lub zatoki opony twardej. Inna teoria mówi, że przyczyną bólu jest rozszerzenie naczyń krwionośnych wewnątrzczaszkowych, powstałe w mechanizmie kompensacji obniżenia ciśnienia wewnątrz czaszki spowodowanego zmniejszeniem objętości płynu mózgowo-rdzeniowego.
Wystąpienie zespołu nie jest spowodowane bezpośrednio poprzez pobranie płynu mózgowo-rdzeniowego do badania, gdyż występuje również w przypadkach nakłucia lędźwiowego bez pobrania płynu do badania. Jest to związane z utrzymywaniem się wycieku płynu w miejscu przekłucia opony twardej, a jego ubytek może dochodzić do 158 ml.
Częstość występowania zespołu popunkcyjnego jest szacowany na 30-40% w przypadku z pobieraniem płynu i 20% w przypadkach punkcji diagnostycznej.

## Objawy chorobowe
Objawy zespołu popunkcyjnego pojawiają się w 12-48 godzin od chwili nakłucia lędźwiowego. Opisywane są jednak przypadki pojawienia się bólu głowy spełniające kryteria rozpoznania zespołu popunkcyjnego do 14 dni. W badaniach nad częstością występowania zespołu (Vilming i Kloster) wykazano, że w 53% przypadków objawy pojawiły się w 1 dobie, 36% w dobie drugiej a wszystkie pozostałe przypadki wystąpiły do 4 doby. 
Podstawowym objawem jest ból głowy o charakterze tępym, zlokalizowany w okolicy czołowej i/lub potylicznej w 2/3 przypadków obustronny, w pozostałych jednostronny.
Ból ma związek z pozycją ciała - pojawia się w pozycji siedzącej i stojącej i ustępuje po przyjęciu pozycji leżącej, z tym że jego ustępowanie jest tym wolniejsze, im dłużej trwała pionizacja.
Najczęstszym współistniejącym objawem są nudności (w 85% przypadków).

## Zapobieganie
Wpływ na zmniejszenie częstości powikłań mają następujące procedury:
- stosowanie igły o jak najmniejszej średnicy. Udowodniono w badaniach, że zastosowania igły o średnicy 20G (0,9 mm) powoduje wystąpienie objawów u 50% poddanych nakłuciu lędźwiowemu, podczas gdy zastosowanie igły 22G minimalizuje to ryzyko do 26%. Stosowanie igieł o mniejszym rozmiarze jest niepraktyczne i są one stosowane praktycznie w anestezjologii. Zastosowanie igieł o rozmiarze 24-27G wiąże się jedynie z 5-10% ryzykiem wystąpienia powikłań.
- stosowanie igieł atraumatycznych czyli zmniejszających stopień uszkodzenia tkanek. Igły atraumatyczne są bardziej tępo zakończone, co umożliwia rozsuwanie a nie rozrywanie tkanek. Jednakże wykonanie nakłucia tym rodzajem igły jest trudniejsze technicznie.
- manewr ponownego wprowadzenia mandrynu do światła igły zmniejsza ryzyko wystąpienia zespołu popunkcyjnego kilkukrotnie. Podczas nakłucia dochodzi do uszkodzenia opony twardej - w trakcie tego może powstać włókno, które pozostaje w obrębie uszkodzenia podczas cofania igły, utrudnia zamknięcie opony twardej i przedłuża i tym samym zwiększa ilość płynu m-r., który wypływa do otaczających tkanek. Ponowne włożenie mandrynu usuwa te włókna i uniemożliwia ich pozostawienie i wpływ na niekorzystne gojenie.
- w przypadku stosowania tradycyjnej igły (w przypadkach igieł atraumatycznych nie zaobserwowano korzystnego wpływu) wprowadzenie jej skosu równolegle do przebiegu włókien opony twardej (równolegle do długiej osi kręgosłupa) zmniejsza ich uszkodzenie i ułatwia proces gojenia
- nie obserwuje się korzystnego wpływu na częstość występowania zespołu, rutynowego zalecenia przebywania przez 24 godziny w pozycji leżącej po wykonaniu nakłucia lędźwiowego. W świetle obecnej wiedzy nie ma podstaw do zalecania takiego sposobu postępowania.

## Leczenie
- kofeina podawana oddzielnie, lub z paracetamolem, lub niesterydowymi lekami przeciwzapalnymi (nie upośledzającymi czynności płytek)
- sumatryptan
- zewnątrzoponowe nastrzyknięcie krwi własnej w ciężkich przypadkach
- opioidy podawane nadtwardówkowo